# Kwan
Kwan je finská hip-hopová skupina, která byla založena v roce 2000 Paulim Ratasalmim a Anttim Eräkangasem.

## Diskografie
První platinové album s názvem Dynasty vyhrálo ve Finsku dvě ceny Emmy. Druhé album Die Is Cast mělo také velmi velké úspěchy ve Finsku. Třetí album s názvem Love Beyond This World z roku 2004 se stalo zlatým. A prozatím čtvrté album Little Notes vyšlo ve Finsku 22. března roku 2006.

## Alba
- Dynasty (2001)
- The Die Is Cast (2002)
- Love Beyond This World (2004)
- Little Notes (2006)

## Singly
- Padam (2001)
- Microphoneaye (2001)
- Late (2001)
- Rock Da House (2001)
- The Die Is Cast (2002)
- I Wonder (Promo-CD, 2002)
- Rain (2002)
- Shine (2002)
- Chillin' At The Grotto (2002)
- Unconditional Love (2004)
- Decadence Of The Heart (2004)
- Sharks In The Bloody Waters (2004)
- Diamonds (2006)
- Tainted Love (2006)
- 10,000 Light Years (2009)
- One Last Time (2014)

## Členové skupiny
- Mariko (Mari Liisa) Pajalahti -zpěvačka
- Tidjan (Ossi Tidiane) Ba -zpěvák
- Antti Eräkangas -kytarista
- Kusti Kaukoniemi -basista
- Risto Rikala -bubeník
- Tatu (Aleksis Viljami) Ferchen -klávesista
- Amara Doumbouya -mixér